# Спеціальні представники Європейського Союзу
Спеціальний представник Європейського Союзу (СПЄС) (англ. European Union Special Representatives) - це особливий інститут, призначений для врегулювання міжнародних конфліктів і реалізації пріоритетних програм міжнародного співробітництва з боку об'єднання. Його втілює дипломатичний представник-емісар Союзу з особливими завданнями за його межами.

## Правовіпідстави діяльності
Посада СПСЄ створена відповідно до ст. 31-33 Консолідованої угода "Про Європейський союз" .
"Європейська рада може призначити спеціального представника кваліфікованою більшістю згідно із Ст. 31.1 за пропозицією Високий представник Європейського Союзу з питань зовнішніх справ і політики безпеки ... з мандатом пов'язаним з окремими питаннями політичного курсу (Ст. 33 Консолідованої угоди, колишня ст. 18 Угоди "Про Європейський Союз)".

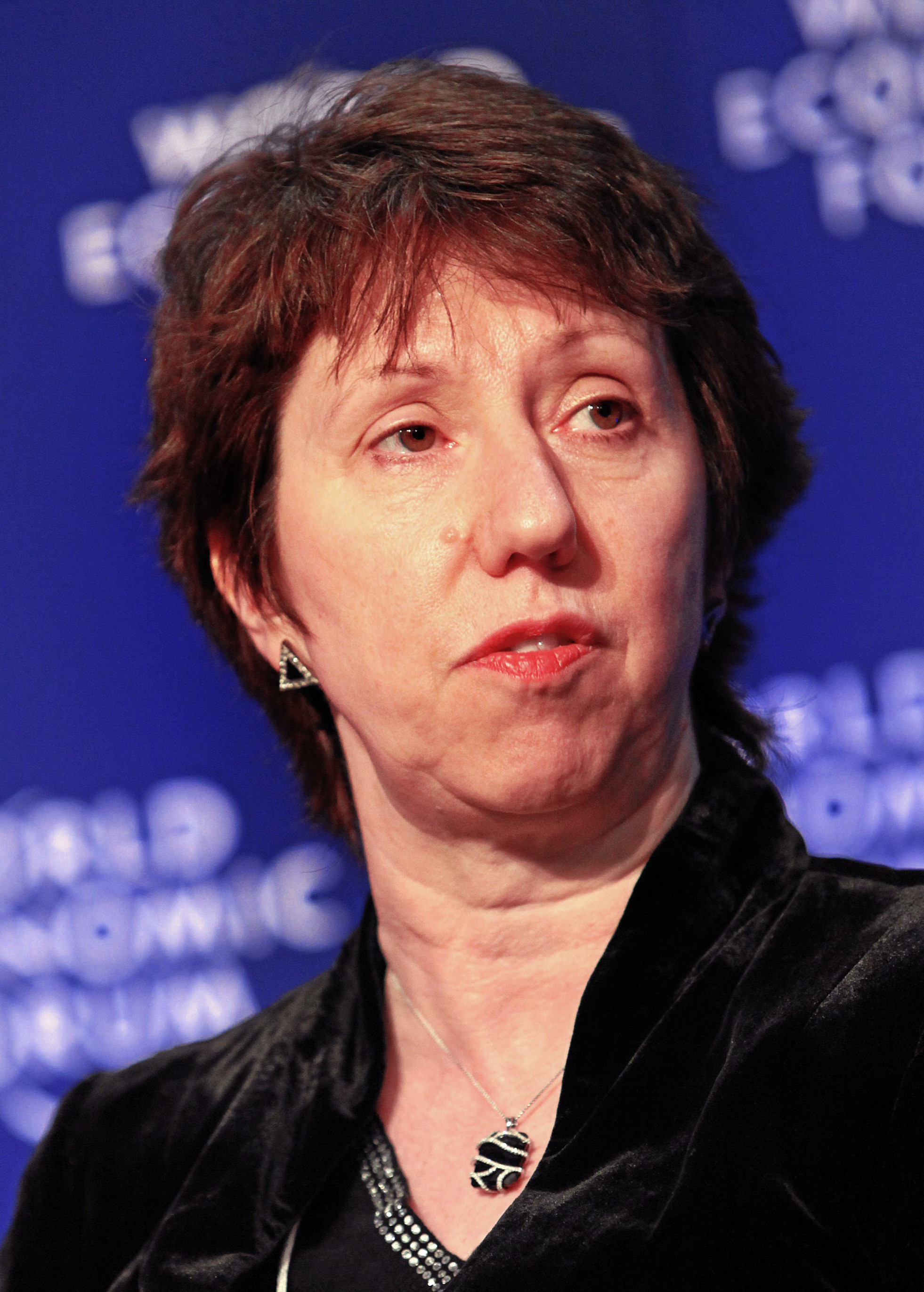
Кетрін Ештон

## Специфіка інституту, ролі і функції
Якщо посол ЄС відповідає за зносини Союзу з однією державою, то Спеціальний Представник - відповідальний за вирішення окремих питань, певні зони конфлікту чи регіон. Він є безпосередньо відповідальним перед Високим представником ЄС з питань Зовнішніх Справ і політики Безпеки (баронессою Кетрін Ештон) і діє під спільним керівництвом Високого представника ЄС, а також президента Європейської Комісії. Його діяльність фінансує та керує ним Високий представник ЄС.
Спеціальний представник координує Спільну зовнішню політику і політику безпеки ЄС в довіреному йому регіоні або проблемній сфері. Він представляє ЄС та його інтереси в ключових "проблемних" регіонах планети, популяризує його політику за межами Союзу, є його "голосом" і "обличчям",  "очима" і "вухами". Його роль полягає у посиленні присутності Союзу у глобальній політиці через зусилля з об'єднання різних держав планети, зміцнення міжнародної стабільності та верховенства закону, демократії і належного урядування.
Після набуття чинності в грудні 2009-го р. Лісабонська угода відбулось часткове злиття функцій Спеціального представника ЄС і глави делегації Європейської Комісії в певному регіоні (державі). Статус Спеціального представника був підвищений до статусу делегата ЄС. Він володіє політичною і дипломатичною легітимністью від Європейської Ради і на основі рішення Європейської Комісії. Це є наслідком інновації, втіленої у Лісабонській угоді - злиття функцій Високого представника ЄС з питань Зовнішніх Справ і політики Безпеки та Єврокомісар із зовнішніх справ і створення єдиної дипломатичної служби ЄС - Європейська служба зовнішньої діяльності.

## Діючі Спеціальні Представники
На даний час ЄС призначив 11-ть Спеціальних представників у 12-ти різних державах і регіонах планети. Частина з них постійно перебуває в підвідомчих регіонах, частина має постійною штаб-квартирою Брюссель, періодично відвідуючи підопічні зони.
| - 1. Афганістан, - 2. Африканський регіон Великих озер, - 3. Африканський Союз, - 4. Боснія і Герцеговина, - 5. Центральна Азія, - 6. Колишня Югославська Республіка Македонія, | - 7. Грузія, - 8. Косово, - 9. Близький Схід, - 10.Молдова, - 11.Південний Кавказ - 12.Судан. |

## Тематичний (з прав людини)
- Ставрос Ламбрінідіс. Колишній міністр закордонних справ Греції та віце-президент Європейського парламенту. Призначений 25 липня 2012-го р. Перший тематичний спеціальний представник ЄС [2][3].
- Тривалість  мандату - з 1 вересня 2012-го р. по 30 червня 2014-го р.
- Мандат - широкий, гнучкий, дозволяє адаптуватись до змінюваних умов. Орієнтований на охоплення від імені ЄС таких проблемних областей, як зміцнення демократії на планеті, зміцнення міжнародного правосуддя, розвиток і зміцнення прав людини та сприяння скасуванню смертної кари в різних державах Землі.
- Роль - забезпечення ефективності політики ЄС щодо прав людини, забезпечення Стратегічних рамок ЄС і плану дій ЄС з прав людини і демократії [4].

Працює в тісному зв'язку із Європейською службою зовнішньої діяльності, яка надає йому повну підтримку.
- Цей спеціальний представник став одним з адресатів Листа до Президента Європейської Ради та Президента Європейської Комісії з приводу проекту закону, "який в цей час знаходиться на розгляді в українському парламенті, та дискримінує лесбійок, геїв, бісексуалів і трансгендерів (ЛГБТ)" [5].

## Регіональні СПЄС

### у Південному Середземномор'ї
- Бернардіно Леон ( Bernardino Leon[en] [6]). Тривалість мандату - з 1 вересня 2012-го р. по 30 червня 2014-го р.

Цілі – базовані на "політиці сусідства" ЄС. На південних кордонах Союзу вони зводяться до: зміцнення політичного діалогу Союзу з державами Південного Середземномор'я, встановлення тісної координації з ними.
Спеціальний представник співпрацює із міжнародними та регіональними організаціями - Африканським союзом, Радою співробітництва арабських держав Перської затоки, Організацією Ісламська конференція, Лігою арабських держав і ООН.

## у Європі

### у Боснії і Герцоговині
- Лорд Ешдаун ( Lord Ashdown[en]) Тривалість мандату – з 11 березня 2002-го р. по 31 серпня 2005-го р.
- Крістіан Шварц-Шиллінг [7]. Тривалість мандату – з 30 січня 2006-го р. - 30 червня 2007-го р.
- Мирослав Лайчак Тривалість мандату – з 18 червня 2007-го р. по 28 лютого 2009-го р.
- Валентин Інцко. Тривалість мандату – з 11 березня 2009-го р. по 31 серпня 2011-го р.
- Пітер Соренсен ( Peter Sørensen[en]) на посаді спеціального представника ЄС у Боснії і Герцеговині [8]. Тривалість мандату - з 1 вересня 2011-го р. по 30 червня 2015-го р. Цей пост існує паралельно із посадою Високого представника ЄС в Боснії і Герцеговині (обіймає Валентин Інцко). Його зусилля спрямовані на сприяння стратегії підготовки Боснії і Герцеговини до вступу в ЄС.

### у Македонії
- Франсуа Леотар ( François Léotard[en]) Франція. Тривалість мандату – з 29 червня 2001-го р. по 29 жовтня 2001-го р.
- Ален Леруа ( Alain Le Roy[en]) Франція. Тривалість мандату – з 29 жовтня 2001–го р. по 28 лютого 2002-го р.
- Алексіс Брунс (англ. Alexis Brouhns) Бельгія. Тривалість мандату – з 30 вересня 2002-го р. по 31 грудня 2003-го р.
- Серена Ессен-Петерсен ( Søren Jessen-Petersen[en]) Данія. Тривалість мандату – з 26 січня 2004-го р. по 30 червня 2004-го р.
- Майкл Салін[sv], Швеція. Тривалість мандату – з 12 липня 2004-го р. по 31 серпня 2005-го р.
- Ерван Фуере (англ. Erwan Fouéré) Ірландія. Тривалість мандату – з 17 жовтня 2005-го р. по 31 серпня 2011-го р.

### у Молдові
- Адріан Якобовіц де Сегед (англ. Adriaan Jacobovits de Szeged) Нідерланди. Тривалість мандату – з 23 березня 2005-го р. по 28 лютого 2007-го р.
- Кальман Міжей ( Kálmán Mizsei[en]) Угорщина.

Спеціальний представник контролював прикордонну допомогу ЄС в Молдові й Україні - на придністровській ділянці кордону. Місія (EU BAM) НАТО .
Тривалість мандату – з 15 лютого 2007-го р. по 28 лютого 2011-го р.

### для Косово
- Вольфганг Петрич Австрія. Тривалість мандату – з 30 березня 1999-го р по 29 липня 1999-го р.
- Пітер Фейт ( Pieter Feith[en]). Тривалість мандату – з 4 лютого 2008-го р. по 30 квітня 2011-го р.
- Фернандо Джентілліні (англ. Fernando Gentillini). Тривалість мандату – з 1 травня 2011-го р. по 1 вересня 2011-го р.
- Самуель Збогар. Тривалість мандату - з 1 лютого 2012-го р. по 30 червня 2013-го р.
- Мандат включає надання поради з боку ЄС в Косово підтримку політичного процесу в краї і загальну політичну координацію дій ЄС щодо краю [12].
- Спеціальний представник дає директиви для місії спеціальної місії ЄС в Косово -  EULEX покликаної зміцнити верховенство закону в краї.  Згідно з планом М. Ахтісаарі для Косова Спеціальний представник повинен об'єднати свої функції із функціями "Міжнародного цивільного представника" у Приштіні.

### на Південному Кавказі і в Грузії
- (фр. fr: Représentant spécial de l'UE pour la crise en Géorgie). Штаб-квартира - Брюссель.
- I-й представник - Хейккі Талвітіє ( Heikki Talvitie[en]). Фінляндія Тривалість мандату - з 7 липня 2003-го по 31 серпня 2005-го р.[13].
- Петер Семнебі ( Peter Semneby[en]) Швеція. Тривалість мандату – з 20 лютого 2006-го р. по 28 лютого 2011-го р.
- П'єр Морель Тривалість мандату – з 25 вересня 2008-го р. по 31 серпня 2011-го р. Спеціальний представник ЄС з Південного Кавказу і кризи в Грузії за сумісництвом [14][15][16].
- Чинний - Філіп Лефорт[17]. Тривалість мандату - з 1 вересня 2011-го по 30 червня 2013-го р.

### з пакту стабільності для Південно-Східної Європи
- Панайотіс Румеліотіс ( Panagiotis Roumeliotis[en]). Греція. Тривалість мандату – з 31 травня 1999-го р. по 31 травня 2000-го р.

Був спеціальним представником, відповідальним за Руайомонський процес.
- Бодо Хомбах ( Bodo Hombach[en]) ФРН. Тривалість мандату – з 29 липня 1999-го р. по 31 грудня 1999-го р.
- Ерхард Бузек ( Erhard Busek[en]) Австрія. Тривалість мандату – з 19 грудня 2001-го р. по 31 грудня 2003-го р.

## У Федеративній Республіці Югославії
- Феліпе Гонсалес Іспанія. Тривалість мандату – з 8 червня 1998-го р. по 11 жовтня 1999-го р.

## у Азії

### у Афганістані
- Клаус Петер Клабер[en] ФРН. Тривалість мандату – з 10 грудня 2001-го р. по 10 червня 2002-го р.
- Франческа Вендрель ( Francesc Vendrell[en]) Іспанія Тривалість мандату – з 25 червня 2002 по 28 лютого 2009-го р. (за іншими даними - до кінця 2008-го р.)
- Етторе Франческо Секуі[it] Італія. Тривалість мандату – з 24 липня 2008-го р. по 31 березня 2010-го р.
- Чинний - Франц-Міхаель Скйолд Меллбін [18]. Тривалість мандату - з 1 квітня 2010-го р. по 30 червня 2013-го р.
- Мандат - сприяння реалізації політики Союзу в Афганістані, зокрема, реалізаціяː Спільної декларації ЄС-Афганістан; Плану дій ЄС щодо Афганістану і Пакистану, зміцнення ролі ООН в Афганістані, сприяння поліпшенню координації дій держав і міжнародних організацій з надання міжнародної допомоги Афганістану.
- Спеціальний представник ЄС тісно співпрацює із Спеціальним представником Генсека ООН і представниками держав-членів ЄС  в Афганістані.

### у Центральній Азії
- (фр. fr: Représentant spécial de l'UE pour l'Asie centrale) штаб-квартира - Брюссель. Посада створена в 2005-му р. з огляду на особливу важливість регіону як зв'язку Азії і Європи. Мета створення - зміцнення і поширення дипломатичної присутності Союзу в регіоні з огляду на його роль у підтриманні міжнародної стабільності, потребу захисту власної  загальної і енергетичної безпеки, забезпечення соціально-економічного розвитку регіону.

#### Представникиː
- I-й представник Ян Кубіш Словаччина. Тривалість мандату – з 18 липня 2005-го р. по 5 липня 2006-го р.
- П'єр Морель[19][20][21][22] Франція. Тривалість мандату – з 5 жовтня 2006-го р. по 30 червня 2012-го р.

Призначений на цю посаду з огляду на дипломатичний досвід в регіоні. -  У 1976-79-му рр. він здійснив дипломатичні поїздки республіками Середньої Азії як I-й секретар, а згодом - II-й радник посольства Франції у СРСР. Надзвичайний і повноважний посол Республіки Франції в РФ з 1992-го по 1996-й рр. Своїм першочерговим завдання він визначав координацію зусиль усіх членів ЄС і його органів щодо виконання нових елементів підходу ЄС до діяльності в Центральній Азії .
- Чинний представник - Патриція Флор ( Patricia Flor[en]) [24]. Тривалість мандату - з 1 липня 2012-го р по 30 червня 2013-го р.

#### Діяльність
Місія почалась у тісному співробітництві із Секретаріатом Ради Європи та Європейською Комісією. Її метою було визначити засади Стратегії ЄС «Для нового партнерства і співробітництва з Центральною Азією» , яка була прийнята в червні 2007-го р. під головуванням ФРН. Прийнята Стратегія була затверджена як платформа для реалізації курсу зовнішньої політики ЄС щодо відзначеного регіону.
У 2009-му р. члени і установи ЄС проаналізували пророблену в регіоні роботу  і намітили шляхи для поглиблення участі ЄС в кожній області, визначеній Стратегієюː
- загрози колективній безпеці,
- права людини,
- верховенство закону,
- економіка,
- енергія і транспорт,
- оточуюче середовище, включно із змінами клімату, і вода,
- молодь і освіта.

Після цього почалась практична реалізація Стратегії. 
Спеціальний представник забезпечує політичний діалог ЄС з державами Центральної Азії, регулярний обмін думками між їх керівниками та місцевими органами влади і представниками ЄС на регіональному, дво- і багатосторонньому рівнях, зокрема з "великими гравцями" в регіоні - РФ, КНР, США, Японією, а також з ОБСЄ, ЄБРР.

### для Близькосхідного мирного процесу[27]
- Мігель Анхель Моратінос Іспанія. Тривалість мандату – з 25 листопада 1996-го р. по 31 травня 2002-го р.
- Марк Отте ( Marc Otte[en]) Бельгія. Тривалість мандату – з 14 липня 2003-го р. по 28 лютого 2011-го р.
- Андреас Рейніке [28]. Тривалість мандату -  [Архівовано 3 листопада 2013 у Wayback Machine.] з 1 лютого 2012-го р. по 30 червня 2013-го р.

Мандат - базований на  цілях політики Союзу щодо близькосхідного мирного процесу] і цілях політики ЄС щодо Ізраїлю і Палестинської автономії зокрема. Мета забезпечити співіснування двох держав, що живуть в межах безпечних і визнаних кордонів, побудови демократичної, життєздатної, мирної і суверенної палестинської держави, відповідно до резолюцій Ради Безпеки ООН №242, 338, 1397, 1402 і принципів Мадридської конференції .
Спеціальний представник забезпечує політичне керівництво двома місіями ЄС: митної в Рафах (EU BAM) і поліцейської - на всіх окупованих палестинських територіях (EU POL COPPS).

## У Африці

### при Африканському Союзі
- Коен Варвеке ( Koen Vervaeke[en] [30]. Тривалість мандату - з 6 грудня 2007-го р. по 30 червня 2012-го р.
- Чинний - Гері Квінс [Архівовано 7 квітня 2013 у Wayback Machine.]. Тривалість мандату - з 1 листопада 2011-го р. по 30 червня 2013-го р.

Мета - побудова мирного, безпечного і заможного майбутнього на основі Спільної стратегії Африка-ЄС [Архівовано 30 жовтня 2013 у Wayback Machine.].

### в Сахелі
- Домінік Мішель Ревейран де Ментон. Тривалість мандату - з 18 березня 2013-го р. по 28 лютого 2014-го р.

### в Судані
- Пекка Хаавісто. Тривалість мандату - 18 липня 2005-го р. по 30 квітня 2007-го р.
- Торбен Брюллов[de]. Тривалість мандату – з 19 квітня 2007-го р. по 31 серпня 2010-го р.
- Розалінд Марсден [Архівовано 31 жовтня 2013 у Wayback Machine.]. Призначена представником з огляду на її досвід в регіоні. Раніше обіймала посаду посла Сполученого Королівства в Судані.

Тривалість мандату - з 1 вересня 2010-го р по 30 червня 2013-го р.
Мета - вирішення питання незалежності Південного Судану.

### на Африканському Розі
- Чинний - Олександр Рондо [Архівовано 31 жовтня 2013 у Wayback Machine.]. Тривалість мандату - з 1 січня 2012-го р. по 30 червня 2013-го р.

Мандат заснований на цілях політики ЄС на Африканському Розі, спрямованих на досягнення тривалого миру, безпеки і розвитку в регіоні [Архівовано 30 жовтня 2013 у Wayback Machine.].

### в Африканському регіоні Великих озер
- Альдо Аелло[it]. Тривалість мандату - з 25 березня 1996-го р. по 28 лютого 2007-го р.
- Роланд ван де Гір[nl], Нідерланди. Тривалість мандату - з 14 лютого 2007-го р. по 31 серпня 2011-го р.

Спеціальний представник тісно співпрацював із місією в Демократичній Республіці Конго (Європол).

## Зовнішні посилання
- Список спеціальних представників ЄС
- Офіційний список спеціальних представників ЄС [Архівовано 29 серпня 2012 у Wayback Machine.]
- Офіційний список поточних спеціальних представників ЄС [Архівовано 30 жовтня 2013 у Wayback Machine.]
- Офіційний список колишніх спеціальних представників ЄС [Архівовано 8 квітня 2020 у Wayback Machine.]
- Giovanni Grevi, The EU Special Representatives, Chaillot Paper nb. 106, Institute for Security Studies of the European Union, Paris, 2007
- Cornelius Adebahr, Working inside out: what role for Special Envoys in the European External Action Service?, EPC Policy Brief, January 2011 [Архівовано 31 березня 2012 у Wayback Machine.]
- Dominik Tolksdorf, The Role of EU Special Representatives in the post-Lisbon foreign policy system: A renaissance?, IES Policy Brief, Brussels, June 2012 [Архівовано 4 березня 2016 у Wayback Machine.]

representatives](англ.)
- Рабочий график президента Казастана в 2007 году[недоступне посилання з травня 2019] 28 марта (2007 года) Президент Н. А. Назарбаев встретился с руководителями делегаций стран-участниц заседания «Тройка Европейского Союза — страны Центральной Азии». Во встрече приняли участие … специальный представитель ЕС по странам Центральной Азии П.Морель
- Пьер Морель «Нам тоже нужно знать, что происходит между США и Киргизией» Беседа со специальным представителя Евросоюза в Грузии и Центральной Азии Пьером Морелем
- Официальный сайт Ферганского областного Хокимията Узбекистана: Новое совместное предприятие в нефтегазовой отрасли Представитель Европейского Союза по Центральной Азии Пьер Морель отметил, что «Евросоюз считает Узбекистан надежным партнером и является сторонником укрепления и расширения дальнейшего сотрудничества с Узбекистаном»].